# Ivan Hlinka
Pour les articles homonymes, voir Hlinka.
Temple de la renommée de l'IIHF : 2002
Temple de la renommée tchèque : 2004
Ivan Hlinka (né le 26 janvier 1950 à Most en Tchécoslovaquie — mort le 16 août 2004) est un joueur professionnel de hockey sur glace puis un entraîneur, l'un des plus importants visages du hockey sur glace tchèque. Il joua au hockey pendant une trentaine d'années, la majeure partie du temps sous les couleurs du CHZ Litvínov. Il fut également un joueur clé de la sélection nationale tchécoslovaque remportant à trois reprises la médaille d'or au championnat du monde.

## Biographie

### Carrière de joueur
Hlinka commence sa carrière très jeune : à 12 ans seulement, il fait déjà partie de l'équipe junior du CHZ Litvínov. Il commence à jouer avec l'équipe sénior à 16 ans et à quatre ans plus tard, il devient capitaine de l'équipe. Il est également pour la première fois sélectionné pour porter le maillot de l'équipe de Tchécoslovaquie. Au total dans sa carrière internationale, il joue 256 matchs pour l'équipe nationale, inscrivant 132 buts ; il en compte 347 en 544 matches dans le championnat de Tchécoslovaquie et remporte le trophée Zlatá hokejka en tchèque, la Crosse d'Or, trophée du meilleur joueur tchécoslovaque en 1978 en finissant second meilleur pointeur de la saison derrière Milan Nový.
Il aide l'équipe tchécoslovaque à remporter les titres de champions du monde en 1972, 1976 et 1977 ; il remporte également le bronze Olympique aux Jeux olympiques de 1972 et l'argent aux 1976.
Il prend part au tournoi inaugural de la Coupe Canada en 1976. Le Canada bat de justesse la Tchécoslovaquie lors de la finale, grâce à un but en prolongation de Darryl Sittler. Il fut capitaine de l'équipe nationale de 1977 à 1980.
En 1981, Hlinka et son compatriote Jiří Bubla se joignirent aux Canucks de Vancouver de la Ligue nationale de hockey. Hlinka participe au repêchage spécial organisé par la LNH pour les joueurs de Tchécoslovaquie. Il est alors choisi par les Jets de Winnipeg le 28 mai. Apprenant qu'il n'y avait pas de réel accord entre Hlkina et les Jets, le directeur des Canucks décide de faire signer Hlinka. Il fait de même avec Bubla récupéré par les Rockies du Colorado. Les directions des deux clubs vont alors porter réclamation pour ce préjudice et finalement, la ligue va demander aux Canucks de donner une compensation aux deux équipes. Ainsi, le jour du repêchage d'entrée dans la LNH de 1982, Hlinka est officiellement échangé en retour de Brent Ashton et du choix de quatrième rondes des Canucks. Il n'y reste que deux saisons, mais connut le succès, marquant 42 fois et réalisant 81 passes pour 123 points en 137 matches. Ils furent les premiers Tchécoslovaques à prendre part à la finale de la Coupe Stanley ; ils furent aussi les premiers hommes de la Tchécoslovaquie communiste à jouer légalement dans la LNH, avec la permission des autorités tchécoslovaques.
Lors de sa première saison dans la LNH en 1981-1982, avec 60 réalisations, il décroche le record pour le nombre de points en une saison pour une recrue chez les Canucks - record égalé par la suite dix ans plus tard par Pavel Boure,.
Hlinka retourne en Europe pour terminer sa carrière diminué par des problèmes de dos. Il passe alors deux saisons avec l'EV Zoug qui évolue alors dans la Ligue nationale B, le second échelon de Suisse. À l'issue de la saison 1984-85, il retourne à Litvínov, où il commence sa carrière d'entraîneur.

### Carrière d'entraîneur
Après son retour en Tchécoslovaquie, Ivan Hlinka retourne entraîner son club de toujours : Litvínov. Il augmente sa cote de popularité pour un défi qu'il relève en 1986-87 : Litvínov croupissant à la dernière place du Championnat tchécoslovaque, Hlinka, âgé alors de 37 ans, décide de chausser de nouveau les patins. Litvínov s'améliore instantanément et ne subit pas de défaite durant ses 8 premiers matchs (6 victoires et 2 matchs nuls). Hlinka joua 19 matches et marqua 23 points. Il va passer la quasi-totalité de sa carrière derrière le banc de l'équipe, hormis en 1989-90, année où il commence la saison derrière le banc de l'équipe allemande du Wölfe Freiburg. Il commence la saison mais demande la résiliation de son contrat après quelques semaines, ne se sentant pas écouté dans ses consignes. Il retourne alors entraîner pour Litvínov pour la fin de la saison.
En 1990, en plus de son poste d'entraîneur avec Litvínov, il devient entraîneur de l'équipe tchécoslovaque, puis plus tard, à la suite de la partition du pays en 1993, il devient le premier entraîneur de l'équipe tchèque. Il remporte la médaille de bronze au tournoi de hockey des Jeux olympiques d'Albertville et aux championnats du monde de hockey de 1992 et de 1993. Il quitte l'équipe après une année difficile en 1994 : l'équipe tchèque quitte le championnat du monde et les Jeux olympiques dès les quarts-de-finale. En 1994-95, il quitte également le poste d'entraîneur de l'équipe de Litvínov pour prendre celui de directeur général du club.
Il revint en force derrière le banc de l'équipe nationale en 1997, remportant à nouveau le bronze. Il devient un héros national l'année suivante en emmenant son équipe à la médaille d'or aux Jeux olympiques de Nagano. Le triomphe est alors célébré par toute une nation qui ne l'avait pas oublié. La domination tchèque sur la scène internationale est confirmée la saison suivante quand la Tchéquie remporte le championnat du monde l'année suivante.
Ivan Hlinka traverse à nouveau l'Atlantique en 2001, cette fois pour venir entraîner les Penguins de Pittsburgh en remplacement de Herb Brooks. Il prend ses fonctions le 20 février 2000 et devient le premier entraîneur européen à entraîner dans la LNH  la même année que Alpo Suhonen entraîneur finlandais des Blackhawks de Chicago. Sa carrière nord-américaine n'est cependant pas couronnée de succès, Hlinka ayant tellement de mal à se faire comprendre par les joueurs — hormis les joueurs tchèques tels que Jaromír Jágr, Martin Straka, Robert Lang, Josef Beránek, Jan Hrdina, Milan Kraft ou encore Roman Šimíček par exemple — qu'il laisse son entraîneur adjoint, Rick Kehoe, faire la majorité des discours à l'équipe. Finalement, Hlinka reprend le chemin de l'Europe à la fin de la saison après une défaite en finale de conférence 4 matchs à 1 contre les Devils du New Jersey. Il est par la suite directeur général de l'équipe nationale tchèque, avant d'entraîner l'Avangard Omsk pour une dernière saison en 2002-03.

### Décès et hommages
Hlinka meurt le 16 août 2004 à 54 ans près de Karlovy Vary en République tchèque alors qu'il revenait de la cérémonie de remise de la Crosse d'Or au meilleur joueur tchèque de l'année, trophée remis à Robert Lang. Hlinka avait d'ailleurs profité de la cérémonie pour persuader Jágr de participer à la Coupe du monde 2004. Hlinka rentrait de la cérémonie quand sa voiture entre en collision avec un camion, alors qu'il conduisait à environ 160 km/h. Le camion apparut soudainement dans sa voie. Bien que son conducteur ait prétendu avoir tenté d'éviter un animal, la cour fut plus incline à croire qu'il avait tenté de tourner à gauche à une intersection où il n'avait pas le droit de le faire. Hlinka n'était pas attaché ; cependant, les experts déclarèrent que sa ceinture ne l'aurait pas sauvé. Finalement, un an plus tard, le jugement est rendu et le conducteur du camion est privé de son permis de conduire pour deux ans.
À la suite de son décès, le club de Litvínov l'honore en renommant sa patinoire à son nom. La patinoire prend donc le nom de Zimní stadion Ivana Hlinky, Zimní stadion signifiant stade du froid et le nom de Hlinka étant décliné selon les règles de la langue tchèque.
De plus, un tournoi international pour les moins de 18 ans qui se déroule en août prend son nom.
En juin 2018, un astéroïde de la ceinture principale, (39802) Ivanhlinka, est nommé après lui.

### Accomplissements et prix
- Crosse d'Or - 1978
- Intronisé au temple de la renommée de la Fédération internationale de hockey sur glace[23] - 2002
- Légende du hockey sur glace tchèque - 2004

## Statistiques

### Statistiques en club
| Saison             | Équipe               | Ligue              |     | Saison régulière | Saison régulière | Saison régulière | Saison régulière | Saison régulière |   | Séries éliminatoires | Séries éliminatoires | Séries éliminatoires | Séries éliminatoires | Séries éliminatoires |
| Saison             | Équipe               | Ligue              | PJ  | B                | A                | Pts              | Pun              | PJ               | B | A                    | Pts                  | Pun                  |                      |                      |
| 1966-1967          | CHZ Litvínov         | 1. liga            | 14  | 4                | 0                | 4                |                  |                  |   |                      |                      |                      |                      |                      |
| 1967-1968          | CHZ Litvínov         | 1. liga            | 32  | 15               | 14               | 29               |                  |                  |   |                      |                      |                      |                      |                      |
| 1968-1969          | CHZ Litvínov         | 1. liga            | 36  | 21               | 17               | 38               |                  |                  |   |                      |                      |                      |                      |                      |
| 1969-1970          | CHZ Litvínov         | 1. liga            | 33  | 17               | 17               | 34               | 20               |                  |   |                      |                      |                      |                      |                      |
| 1970-1971          | CHZ Litvínov         | 1. liga            | 36  | 20               | 20               | 40               |                  |                  |   |                      |                      |                      |                      |                      |
| 1971-1972          | CHZ Litvínov         | 1. liga            | 36  | 31               | 23               | 54               |                  |                  |   |                      |                      |                      |                      |                      |
| 1972-1973          | CHZ Litvínov         | 1. liga            | 36  | 24               | 11               | 35               |                  |                  |   |                      |                      |                      |                      |                      |
| 1973-1974          | CHZ Litvínov         | 1. liga            | 39  | 27               | 27               | 54               |                  |                  |   |                      |                      |                      |                      |                      |
| 1974-1975          | CHZ Litvínov         | 1. liga            | 44  | 36               | 42               | 78               |                  |                  |   |                      |                      |                      |                      |                      |
| 1975-1976          | CHZ Litvínov         | 1. liga            | 30  | 25               | 18               | 43               | 6                |                  |   |                      |                      |                      |                      |                      |
| 1976-1977          | CHZ Litvínov         | 1. liga            | 42  | 39               | 19               | 58               |                  |                  |   |                      |                      |                      |                      |                      |
| 1977-1978          | CHZ Litvínov         | 1. liga            | 43  | 32               | 39               | 71               | 30               |                  |   |                      |                      |                      |                      |                      |
| 1978-1979          | CHZ Litvínov         | 1. liga            | 23  | 15               | 17               | 32               | 14               |                  |   |                      |                      |                      |                      |                      |
| 1978-1979          | HC Dukla Trenčín     | 1. liga            | 8   | 2                | 3                | 5                | 0                |                  |   |                      |                      |                      |                      |                      |
| 1979-1980          | CHZ Litvínov         | 1. liga            | 33  | 14               | 16               | 30               | 8                |                  |   |                      |                      |                      |                      |                      |
| 1980-1981          | CHZ Litvínov         | 1. liga            | 40  | 21               | 31               | 52               | 38               | 28               | 5 | 15                   | 20                   |                      |                      |                      |
| 1981-1982          | Canucks de Vancouver | LNH                | 72  | 23               | 37               | 60               | 16               | 12               | 2 | 6                    | 8                    | 4                    |                      |                      |
| 1982-1983          | Canucks de Vancouver | LNH                | 65  | 19               | 44               | 63               | 12               | 4                | 1 | 4                    | 5                    | 4                    |                      |                      |
| 1983-1984          | EV Zoug              | LNB                | 41  | 46               | 43               | 89               |                  |                  |   |                      |                      |                      |                      |                      |
| 1984-1985          | EV Zoug              | LNB                | 39  | 30               | 43               | 73               |                  |                  |   |                      |                      |                      |                      |                      |
| 1985-1986          | CHZ Litvínov         | 1. liga            |     |                  |                  |                  |                  |                  |   |                      |                      |                      |                      |                      |
| 1986-1987          | CHZ Litvínov         | 1. liga            | 19  | 5                | 18               | 23               | 12               |                  |   |                      |                      |                      |                      |                      |
| Totaux en carrière | Totaux en carrière   | Totaux en carrière | 761 | 466              | 499              | 965              | 156              | 44               | 8 | 25                   | 33                   | 8                    |                      |                      |

### Statistiques en équipe nationale
| Année | Équipe          | Compétition          |    | PJ | B  | A  | Pts | Pun                |  | Résultat |
| 1970  | Tchécoslovaquie | Championnat du monde | 4  | 0  | 0  | 0  | 2   | Médaille de bronze |  |          |
| 1971  | Tchécoslovaquie | Championnat du monde | 10 | 4  | 2  | 6  | 2   | Médaille d'argent  |  |          |
| 1972  | Tchécoslovaquie | Jeux olympiques      | 6  | 5  | 3  | 8  | 2   | Médaille de bronze |  |          |
| 1972  | Tchécoslovaquie | Championnat du monde | 5  | 2  | 3  | 5  | 0   | Médaille d'or      |  |          |
| 1973  | Tchécoslovaquie | Championnat du monde | 8  | 2  | 1  | 3  | 0   | Médaille de bronze |  |          |
| 1974  | Tchécoslovaquie | Championnat du monde | 10 | 9  | 4  | 13 | 2   | Médaille d'argent  |  |          |
| 1975  | Tchécoslovaquie | Championnat du monde | 6  | 2  | 4  | 6  | 2   | Médaille d'argent  |  |          |
| 1976  | Tchécoslovaquie | Coupe Canada         | 7  | 2  | 2  | 4  | 12  | Médaille d'argent  |  |          |
| 1976  | Tchécoslovaquie | Jeux olympiques      | 5  | 3  | 3  | 6  | 7   | Médaille d'argent  |  |          |
| 1976  | Tchécoslovaquie | Championnat du monde | 10 | 7  | 8  | 15 | 4   | Médaille d'or      |  |          |
| 1977  | Tchécoslovaquie | Championnat du monde | 10 | 9  | 3  | 12 | 5   | Médaille d'or      |  |          |
| 1978  | Tchécoslovaquie | Championnat du monde | 10 | 4  | 10 | 14 | 4   | Médaille d'argent  |  |          |
| 1979  | Tchécoslovaquie | Championnat du monde | 8  | 3  | 5  | 8  | 6   | Médaille d'argent  |  |          |
| 1983  | Tchécoslovaquie | Championnat du monde | 8  | 0  | 3  | 3  | 0   | Médaille de bronze |  |          |